# Красулино (Вологодская область)
Красулино — деревня в Верховажском районе Вологодской области.
Входит в состав Чушевицкого сельского поселения, с точки зрения административно-территориального деления — в Чушевицкий сельсовет.
Расстояние по автодороге до районного центра Верховажья — 50,1 км, до центра муниципального образования Чушевиц — 15,5 км. Ближайшие населённые пункты — Владыкино, Ростово, Пеструха.
По переписи 2002 года население — 1 человек.